# Carrie Crowley
Carrie Crowley (23 de mayo de 1964) es una actriz irlandesa, gaeilgeoir y expresentadora de radio y televisión. Ha sido descrita como un "icono homosexual".
Ha aparecido en programas de televisión como The Morbegs y Echo Island para Raidió Teilifís Éireann (RTÉ). También ha tenido su propio programa de charlas, Limelight, y copresentó el Festival de la Canción de Eurovisión 1997 junto a Ronan Keating. Ha tenido papeles en series como The Clinic, School Run y An Crisis. Hace del personaje Jackie Ferguson en la telenovela de RTÉ, Fair City.

## Primeros años
Crowley nació y creció en Waterford, Irlanda. Su madre Nodhlaig (originaria del Condado de Donegal) era profesora y su padre Con (originario de Cork) era un garda. Tiene una hermana, Bríd. Su primera obra de teatro fue Oliver!.

## Carrera

### Televisión
Antes de comenzar una carrera en la televisión, Crowley era profesora en un colegio de primaria. Comenzó en RTÉ con el programa infantil, The Morbegs el cual protagonizó con el papel de Liodain.
Crowley comenzó a presentar programas para una radio local de Waterford en WLR FM entre 1991 y 1996 antes de continuar con RTÉ. Siguió con programas para niños, copresentando la versión irlandesa de Echo Island junto al comediante Dara Ó Briain.
En 1997, a Crowley se le ofreció presentar el Festival de la Canción de Eurovisión 1997 (producido por RTÉ) junto a Ronan Keating. Apareció en el festival de 1998 también antes de que comenzara, hablando con Terry Wogan y deseándole a él y a Ulrika Jonsson suerte.
Después de presentar Eurovisión, Crowley se convirtió en una de las estrellas de RTÉ en 1990s. Presentó Potluck y tenía su propio programa de salud llamado Pulse, era en los domingos cuando se retransmitía su programas de charla, Limelight. Limelight tuvo dos temporadas.
Luego dejó de presentar en televisión para centrarse en la radio, copresentado Fandango junto a Ray D'Arcy en RTÉ Radio 1. Apareció en RTÉ Radio 1 todas las noches de sábado.
Crowley desde entonces se ha alejado de RTÉ, describiéndose como una "turista accidental" en el canal de televisión.

### Películas
En 2008 apareció en el drama de TG4, The Running Mate y en la serie de TV3, School Run en 2009. Apareció en The Clinic ese mismo año. Ha protagonizado cortometrajes de habla irlandesa como An Gaeilgeoir Nocht ha apareciendo en un episodio de la serie An Crisis. Ha trabajado para TG4 en una serie llamada Anseo. En 2010 junto a los actores, Sorcha Fox, Jamie Carswell, el escritor/director Dónal O'Kelly y Kíla trabajaron en una obra teatral titulada The Adventures of the Wet Senor. En octubre de 2014 fue miembro del reparto de Fair City.